# Pervagor janthinosoma
Pervagor janthinosoma är en fiskart som först beskrevs av Pieter Bleeker 1854.  Pervagor janthinosoma ingår i släktet Pervagor och familjen filfiskar. Inga underarter finns listade i Catalogue of Life.